# Gran Premio della Malesia 2005
Il Gran Premio della Malesia 2005 è stata la seconda prova della stagione 2005 del Campionato mondiale di Formula 1. Si è svolto domenica 20 marzo 2005 e ha visto la seconda vittoria in carriera per Fernando Alonso e la seconda consecutiva per la Renault.
Dietro ad Alonso un ottimo Jarno Trulli e un sorprendente Nick Heidfeld.Seguono la McLaren di Juan Pablo Montoya, l'altra Toyota di Ralf Schumacher, le Red Bull di David Coulthard (6°) e di Christian Klien (8°), mentre arriva settimo Michael Schumacher.
La gara poteva essere anche doppietta Renault, se non fosse stato per un incidente tra Giancarlo Fisichella e Mark Webber che ha abbandonato ogni speranza, per il romano, di conservare la vetta della classifica.

## Vigilia

### Aspetti tecnici
Alla fine del precedente Gran Premio d'Australia le due BAR di Jenson Button e Takuma Satō si erano fermate ai box senza attraversare la linea del traguardo: in questo modo avevano potuto usufruire della regola che permette la sostituzione del motore senza incorrere nella penalità a chi non avesse attraversato il traguardo in pista. La FIA, volendo limitare l'abuso di questa pratica, pubblicò una chiarificazione della regola affermando la penalità non sarebbe stata comminata solo in caso di ritiro per motivi tecnici e non per ritiro volontario. La FIA avrebbe richiesto, tramite i commissari di percorso, di fornire una giustificazione al proprio ritiro nei casi in cui fosse nato il sospetto di un ritiro volontario e non forzato.

### Prove libere
Nelle prove libere del venerdì corrono come terzi piloti Pedro de la Rosa con la McLaren, Vitantonio Liuzzi con la Red Bull, Ricardo Zonta con la Toyota e Robert Doornbos con la Jordan.
Alla BAR, dopo le sessioni di prove libere del venerdì, il titolare Takuma Satō viene colpito da una forma virale, in seguito alla quale i medici sconsigliano la sua partecipazione alla gara. Pertanto, dalle prove libere del sabato, la seconda vettura viene affidata al terzo pilota Anthony Davidson.

### Risultati
Nella prima sessione del venerdì si è avuta questa situazione:
| Pos | Nº | Pilota            | Costruttore      | Tempo    | Gap    | Giri |
| --- | -- | ----------------- | ---------------- | -------- | ------ | ---- |
| 1   | 38 | Ricardo Zonta     | Toyota           | 1:34.092 |        | 17   |
| 2   | 35 | Pedro de la Rosa  | McLaren-Mercedes | 1:35.144 | +1.052 | 15   |
| 3   | 37 | Vitantonio Liuzzi | RBR-Cosworth     | 1:35.691 | +1.599 | 18   |

Nella seconda sessione del venerdì si è avuta questa situazione:
| Pos | Nº | Pilota             | Costruttore      | Tempo    | Gap    | Giri |
| --- | -- | ------------------ | ---------------- | -------- | ------ | ---- |
| 1   | 12 | Felipe Massa       | Sauber-Petronas  | 1:35.608 |        | 19   |
| 2   | 10 | Juan Pablo Montoya | McLaren-Mercedes | 1:35.620 | +0.012 | 13   |
| 3   | 38 | Ricardo Zonta      | Toyota           | 1:35.677 | +0.069 | 30   |

Nella prima sessione del sabato si è avuta questa situazione:
| Pos | Nº | Pilota               | Costruttore | Tempo    | Gap    | Giri |
| --- | -- | -------------------- | ----------- | -------- | ------ | ---- |
| 1   | 5  | Fernando Alonso      | Renault     | 1:34.715 |        | 5    |
| 2   | 1  | Michael Schumacher   | Ferrari     | 1:34.883 | +0.168 | 10   |
| 3   | 6  | Giancarlo Fisichella | Renault     | 1:34.930 | +0.215 | 6    |

Nella seconda sessione del sabato si è avuta questa situazione:
| Pos | Nº | Pilota          | Costruttore  | Tempo    | Gap    | Giri |
| --- | -- | --------------- | ------------ | -------- | ------ | ---- |
| 1   | 16 | Jarno Trulli    | Toyota       | 1:32.832 |        | 12   |
| 2   | 15 | Christian Klien | RBR-Cosworth | 1:32.870 | +0.038 | 9    |
| 3   | 5  | Fernando Alonso | Renault      | 1:32.880 | +0.048 | 11   |

## Qualifiche

### Resoconto
La prima sessione di qualifica evidenzia subito i due favoriti per la gara, Fernando Alonso e Jarno Trulli, distanziati da soli novanta millesimi. Alle loro spalle, distanziato di circa due decimi, il terzo tempo di Giancarlo Fisichella e il quarto tempo di Kimi Räikkönen. In difficoltà le due Ferrari, dodicesime e quattordicesime ad un secondo e mezzo dalla vetta. Continua anche il momento di crisi delle BAR, distanziate di un secondo da Alonso. La seconda sessione conferma i valori espressi dagli stessi due protagonisti, Alonso e Trulli, anche se questa volta il distacco è più ampio arrivando ad un decimo e mezzo. Fisichella ottiene il terzo tempo a mezzo secondo dal compagno di squadra, mentre al suo fianco si posiziona Mark Webber.
Le Ferrari non ottengono sensibili miglioramenti e rimangono nella parte bassa dello schieramento, distanziate di oltre due secondi da Alonso. La somma dei due tempi delle due sessioni vedrà allora la pole position di Fernando Alonso, seguito da Jarno Trulli, Giancarlo Fisichella, Mark Webber, Ralf Schumacher e Kimi Räikkönen. Michael Schumacher e Rubens Barrichello partono rispettivamente tredicesimo e dodicesimo.

### Risultati
Nelle sessioni di qualifica si è avuta questa situazione:
| Pos | N° | Pilota               | Costruttore      | Q1       | Q2       | Totale   | Distacco | Griglia |
| --- | -- | -------------------- | ---------------- | -------- | -------- | -------- | -------- | ------- |
| 1   | 5  | Fernando Alonso      | Renault          | 1:32.582 | 1:34.967 | 3:07.672 |          | 1       |
| 2   | 16 | Jarno Trulli         | Toyota           | 1:32.672 | 1:35.308 | 3:07.925 | +0.253   | 2       |
| 3   | 6  | Giancarlo Fisichella | Renault          | 1:32.765 | 1:35.678 | 3:08.448 | +0.776   | 3       |
| 4   | 7  | Mark Webber          | Williams-BMW     | 1:33.204 | 1:35.693 | 3:08.904 | +1.232   | 4       |
| 5   | 17 | Ralf Schumacher      | Toyota           | 1:33.106 | 1:35.939 | 3:09.007 | +1.335   | 5       |
| 6   | 9  | Kimi Räikkönen       | McLaren-Mercedes | 1:32.839 | 1:36.680 | 3:09.483 | +1.811   | 6       |
| 7   | 15 | Christian Klien      | RBR-Cosworth     | 1:33.724 | 1:35.871 | 3:09.589 | +1.917   | 7       |
| 8   | 14 | David Coulthard      | RBR-Cosworth     | 1:33.809 | 1:35.934 | 3:09.700 | +2.028   | 8       |
| 9   | 3  | Jenson Button        | BAR-Honda        | 1:33.616 | 1:36.209 | 3:09.832 | +2.160   | 9       |
| 10  | 8  | Nick Heidfeld        | Williams-BMW     | 1:33.464 | 1:36.473 | 3:09.917 | +2.245   | 10      |
| 11  | 10 | Juan Pablo Montoya   | McLaren-Mercedes | 1:33.333 | 1:36.839 | 3:10.090 | +2.418   | 11      |
| 12  | 2  | Rubens Barrichello   | Ferrari          | 1:34.162 | 1:37.315 | 3:10.502 | +3.830   | 12      |
| 13  | 1  | Michael Schumacher   | Ferrari          | 1:34.072 | 1:37.601 | 3:10.633 | +3.961   | 13      |
| 14  | 12 | Felipe Massa         | Sauber-Petronas  | 1:34.151 | 1:37.729 | 3:11.884 | +4.212   | 14      |
| 15  | 4  | Anthony Davidson     | BAR-Honda        | 1:34.866 | 1:37.031 | 3:11.890 | +4.218   | 15      |
| 16  | 11 | Jacques Villeneuve   | Sauber-Petronas  | 1:34.887 | 1:38.163 | 3:12.995 | +5.323   | 16      |
| 17  | 19 | Narain Karthikeyan   | Jordan-Toyota    | 1:37.806 | 1:39.872 | 3:17.656 | +9.984   | 17      |
| 18  | 18 | Tiago Monteiro       | Jordan-Toyota    | 1:37.856 | 1:40.136 | 3:17.962 | +10.290  | 18      |
| 19  | 20 | Patrick Friesacher   | Minardi-Cosworth | 1:39.268 | 1:41.902 | 3:21.586 | +13.514  | 19      |
| 20  | 21 | Christijan Albers    | Minardi-Cosworth | 1:40.432 | 1:42.661 | 3:23.001 | +15.329  | 20      |

## Gara

### Resoconto
Alla partenza Fernando Alonso e Trulli scattando bene mantenendo le rispettive posizioni in griglia di partenza, seguiti da Giancarlo Fisichella e Mark Webber. Più indietro Nick Heidfeld, autore di un ottimo scatto, supera le due Red Bull e si porta alle spalle di Kimi Räikkönen. All'inizio del secondo giro Button attacca Räikkönen sul rettilineo di partenza e lo supera, ma arriva lungo a causa della rottura del motore: è il primo ritirato della gara. Contemporaneamente, alla prima curva, l'austriaco Friesacher, alla guida della Minardi, esce di pista e si ritira; sorte analoga per l'altro motore Honda, quello di Anthony Davidson, che provoca un piccolo incendio.
Nel corso del ventitreesimo passaggio Räikkönen, in sesta posizione in quel momento, fora uno pneumatico e deve abbandonare ogni velleità di vittoria. Tre giri più tardi Jacques Villeneuve esce di pista alla prima curva e si ritira. Sei giri più tardi, sul rettifilo principale, Ralf Schumacher e Mark Webber si toccano senza però riportare conseguenze alle vetture. A diciannove giri dal termine, all'ultima curva, Webber tenta il sorpasso ai danni Fisichella all'esterno, ma entra troppo forte e i due si toccano: il pilota italiano finisce sopra all'australiano ed entrambi sono costretti al ritiro. Di ciò ne beneficia Nick Heidfeld, che eredità così la terza posizione. Lo spagnolo Fernando Alonso vince il Gran Premio malese: a completare un podio inaspettato alla vigilia della stagione, ci sono l'italiano Jarno Trulli (il quale regala il primo podio in F1 alla Toyota) e il sopracitato Nick Heidfeld.

### Risultati
I risultati del gran premio sono i seguenti:
| Pos | N° | Pilota               | Costruttore      | Giri | Tempo/Ritiro/Media          | Griglia | Punti |
| --- | -- | -------------------- | ---------------- | ---- | --------------------------- | ------- | ----- |
| 1   | 5  | Fernando Alonso      | Renault          | 56   | 1:31:33.736 - 203.407 km/h  | 1       | 10    |
| 2   | 16 | Jarno Trulli         | Toyota           | 56   | +24.327                     | 2       | 8     |
| 3   | 8  | Nick Heidfeld        | Williams-BMW     | 56   | +32.188                     | 10      | 6     |
| 4   | 10 | Juan Pablo Montoya   | McLaren-Mercedes | 56   | +41.631                     | 11      | 5     |
| 5   | 17 | Ralf Schumacher      | Toyota           | 56   | +51.854                     | 5       | 4     |
| 6   | 14 | David Coulthard      | RBR-Cosworth     | 56   | +1:12.543                   | 8       | 3     |
| 7   | 1  | Michael Schumacher   | Ferrari          | 56   | +1:19.988                   | 13      | 2     |
| 8   | 15 | Christian Klien      | RBR-Cosworth     | 56   | +1:20.835                   | 7       | 1     |
| 9   | 9  | Kimi Räikkönen       | McLaren-Mercedes | 56   | +1:21.580                   | 6       |       |
| 10  | 12 | Felipe Massa         | Sauber-Petronas  | 55   | +1 giro                     | 14      |       |
| 11  | 19 | Narain Karthikeyan   | Jordan-Toyota    | 54   | +2 giri                     | 17      |       |
| 12  | 18 | Tiago Monteiro       | Jordan-Toyota    | 53   | +3 giri                     | 18      |       |
| 13  | 21 | Christijan Albers    | Minardi-Cosworth | 52   | +4 giri                     | 20      |       |
| Rit | 2  | Rubens Barrichello   | Ferrari          | 49   | Assetto                     | 12      |       |
| Rit | 6  | Giancarlo Fisichella | Renault          | 36   | Collisione con M.Webber     | 3       |       |
| Rit | 7  | Mark Webber          | Williams-BMW     | 36   | Collisione con G.fisichella | 4       |       |
| Rit | 11 | Jacques Villeneuve   | Sauber-Petronas  | 26   | Uscita di pista             | 16      |       |
| Rit | 3  | Jenson Button        | BAR-Honda        | 2    | Motore                      | 9       |       |
| Rit | 4  | Anthony Davidson     | BAR-Honda        | 2    | Motore                      | 15      |       |
| Rit | 20 | Patrick Friesacher   | Minardi-Cosworth | 2    | Uscita di pista             | 19      |       |

## Classifiche mondiali

### Piloti
| Pos | Pilota               | Punti |
| --- | -------------------- | ----- |
| 1   | Fernando Alonso      | 16    |
| 2   | Giancarlo Fisichella | 10    |
| 3   | Jarno Trulli         | 8     |
| 4   | Rubens Barrichello   | 8     |
| 5   | David Coulthard      | 8     |
| 6   | Juan Pablo Montoya   | 8     |
| 7   | Nick Heidfeld        | 6     |
| 8   | Ralf Schumacher      | 4     |
| 9   | Mark Webber          | 4     |
| 10  | Christian Klien      | 3     |
| 11  | Michael Schumacher   | 2     |
| 12  | Kimi Räikkönen       | 1     |

### Costruttori
| Pos | Team             | Punti |
| --- | ---------------- | ----- |
| 1   | Renault          | 26    |
| 2   | Toyota           | 12    |
| 3   | RBR-Cosworth     | 11    |
| 4   | Ferrari          | 10    |
| 5   | Williams-BMW     | 10    |
| 6   | McLaren-Mercedes | 9     |